# E5 (európai út)
Az E5 európai út Európa nyugati részén halad észak-dél irányban. Három országon halad át: Egyesült Királyság, Franciaország, Spanyolország. Északi kiindulópontja egyesült királysági Greenock és a spanyolországi Algecirasig tart. Az egyesült királysági Southampton és a franciaországi Le Havre között útvonala a tengeren halad, a két település között azonban nincs kompjárat.

## Települései
- Egyesült Királyság: Greenock, Paisley, Glasgow, Carlisle, Penrith, Lancaster, Preston, Wigan, Warrington, Stoke-on-Trent, Stafford, Cannock, Wolverhampton, Wallsall, Birmingham, Banbury, Oxford, Newbury, Winchester, Southampton
- Franciaország: Le Havre, Párizs, Orléans, Blois, Tours, Poitiers, Niort, Bordeaux
- Spanyolország: Donastia, Vitoria-Gasteiz, Miranda de Ebro, Burgos, Aranda de Duero, Madrid, Córdoba, Sevilla, Cádiz, San Fernando, Algeciras

## Egyesült Királyság
Jelzés:
- A8 és M8: Greenock - Glasgow
- A74 és M74: Glasgow - Gretna
- M6: Gretna - Birmingham
- M42: Birmingham
- M40: Birmingham - Oxford
- A34: Oxford - Winchester
- M3: Winchester - Southampton
- M27: Southampton

## Franciaország

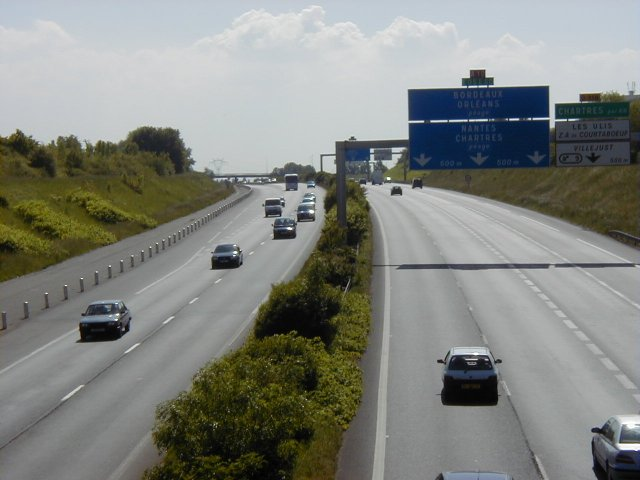
Az E5 Villebon-sur-Yvette közelében

Jelzés:
- A131 és A13: Le Havre - Párizs
- A6A: Párizs
- A50: Párizs - Ponthévrard
- A10: Párizs - Bordeaux
- E60: Orléans - Tours
- A630: Bordeaux
- A63: Bordeaux - Hendaye
- E70: Bordeaux - Hendaye
- E80: Bayonne - Hendaye

## Spanyolország
Jelzés:
- AP-8: Irun - Elgoibar
- E-80: Irun - Burgos
- E-70: Irun - Elgoibar

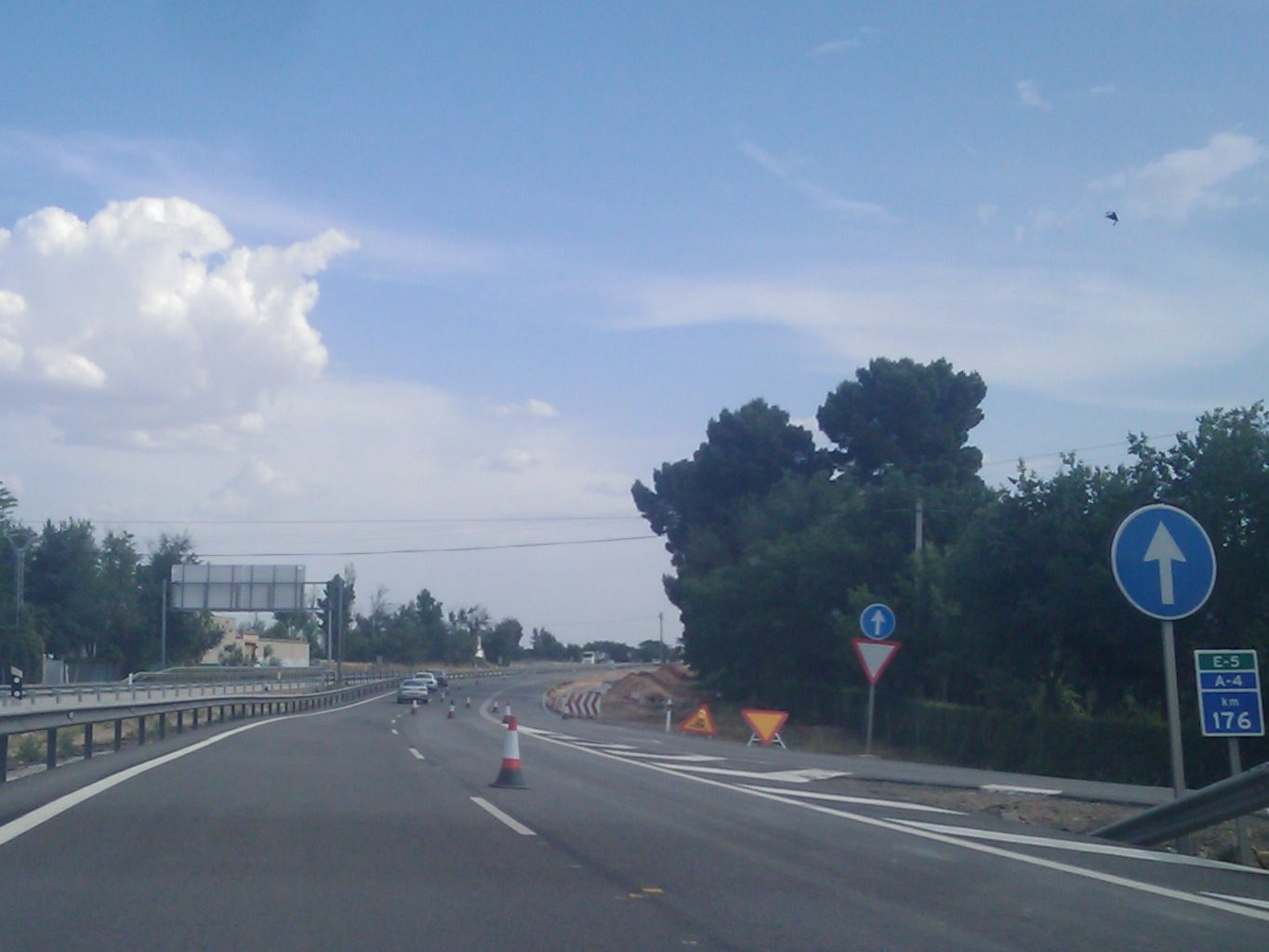
Az E5 Manzanares közelében

- AP-1: Errenteria - Usurbil, Elgoibar - Vitoria-Gasteiz, Estavillo - Burgos
- N-622: Vitoria-Gasteiz
- A-1: Vitoria-Gasteiz - Estavillo, Burgos - Madrid
- M-40: Madrid
- A-4: Madrid - Dos Hermanas, Cádiz - San Fernando
- N-400: Aranjuez - Ocaña
- Se-30: Sevilla
- AP-4: Dos Hermanas - Cádiz
- A-48: San Fernando - Vejer de la Frontera
- N-340: Vejer de la Frontera - Algeciras